# Station Rivage
Station Rivage is een spoorwegstation langs spoorlijn 43 (Angleur - Marloie) in Rivage, een plaats van de gemeente Sprimont. Spoorlijn 42 naar Luxemburg takt hier af van spoorlijn 43.

## Uitrusting
Dit station is het enige van de naburige stations op deze lijn met verhoogde perrons (55 cm) en ondersteuning voor rolstoelers.
In de loop van 2016 zijn de loketten dicht gegaan, eind 2017 sloot ook het lokale seinhuis (B.11 Rivage). Er is nog wel personeel aanwezig voor het bewaken van het overpad tussen perron 1 en 2, er is immers geen reizigerstunnel of -brug.

## Treindienst
| Serie       | Treinsoort             | Route | Bijzonderheden                                                                                                  |
| ----------- | ---------------------- | --- | --- |
| IC 33       | Intercity (NMBS / CFL) | Liers – Luik-Guillemins – Rivage – Gouvy – Luxemburg                                                                  | Rijdt in het weekend 1×/2u. tussen Liers - Luxemburg.                                                           |
| L 5550      | L-trein (NMBS)         | Liers – Luik-Guillemins – Rivage – Marloie                                                                            | |
| P 7480/8480 | Piekuurtrein (NMBS)    | [ Hoei – Namen ] / [ Herstal – Luik-Sint-Lambertus – Luik-Guillemins – [ Rivage – Gouvy ] / [ Statte ] ]              | Rijdt alleen op werkdagen. Een trein vanuit Herstal naar Gouvy. Twee treinen per richting tussen Hoei en Namen. |
| P 7670/8670 | Piekuurtrein (NMBS)    | [ Namen – Sart-Bernard ] / [ Rochefort-Jemelle – [ Libramont ] / [ Rivage – Luik-Guillemins – Luik-Sint-Lambertus ] ] | Rijdt alleen op werkdagen.                                                                                      |
| ICT 6945    | Toeristentrein (NMBS)  | Liers – Luik-Guillemins – Rivage – Marloie                                                                            | Rijdt in juli en augustus.                                                                                      |

## Reizigerstellingen
De grafiek en tabel geven het gemiddeld aantal instappende reizigers weer op een week-, zater- en zondag.
| Tabel: aantal instappende reizigers station Rivage | Tabel: aantal instappende reizigers station Rivage | Tabel: aantal instappende reizigers station Rivage | Tabel: aantal instappende reizigers station Rivage |
|                                                    | Weekdag                                            | Zaterdag                                           | Zondag                                             |
| -------------------------------------------------- | -------------------------------------------------- | -------------------------------------------------- | -------------------------------------------------- |
| 1977                                               | 252                                                | 77                                                 | 72                                                 |
| 1978                                               | 258                                                | 111                                                | 64                                                 |
| 1979                                               | 231                                                | 79                                                 | 71                                                 |
| 1980                                               | 257                                                | 93                                                 | 89                                                 |
| 1981                                               | 229                                                | 50                                                 | 72                                                 |
| 1982                                               | 188                                                | 51                                                 | 85                                                 |
| 1983                                               | 302                                                | 71                                                 | 52                                                 |
| 1984                                               | 156                                                | 23                                                 | 25                                                 |
| 1985                                               | 140                                                | 24                                                 | 26                                                 |
| 1986                                               | 150                                                | 13                                                 | 12                                                 |
| 1987                                               | 140                                                | 14                                                 | 20                                                 |
| 1988                                               | 126                                                | 14                                                 | 20                                                 |
| 1989                                               | 154                                                | 64                                                 | 43                                                 |
| 1990                                               | 150                                                | 74                                                 | 31                                                 |
| 1991                                               | 189                                                | 75                                                 | 77                                                 |
| 1992                                               | 166                                                | 68                                                 | 85                                                 |
| 1993                                               | 187                                                | 72                                                 | 70                                                 |
| 1994                                               | 202                                                | 52                                                 | 93                                                 |
| 1995                                               | 183                                                | 65                                                 | 37                                                 |
| 1996                                               | 160                                                | 89                                                 | 36                                                 |
| 1997                                               | 150                                                | 58                                                 | 39                                                 |
| 1998                                               | 193                                                | 46                                                 | 41                                                 |
| 1999                                               | 149                                                | 61                                                 | 28                                                 |
| 2000                                               | 156                                                | 52                                                 | 51                                                 |
| 2001                                               | 96                                                 | 43                                                 | 192                                                |
| 2002                                               | 121                                                | 30                                                 | 32                                                 |
| 2003                                               | 149                                                | 50                                                 | 58                                                 |
| 2004                                               | 151                                                | 46                                                 | 40                                                 |
| 2005                                               | 140                                                | 46                                                 | 68                                                 |
| 2006                                               | 121                                                | 44                                                 | 60                                                 |
| 2007                                               | 160                                                | 37                                                 | 61                                                 |
| 2008                                               | -                                                  | -                                                  | -                                                  |
| 2009                                               | 153                                                | 62                                                 | 48                                                 |
| 2010                                               | -                                                  | -                                                  | -                                                  |
| 2011                                               | -                                                  | -                                                  | -                                                  |
| 2012                                               | 196                                                | 54                                                 | 69                                                 |
| 2013                                               | 231                                                | 54                                                 | 76                                                 |
| 2014                                               | 192                                                | 98                                                 | 78                                                 |
| 2015                                               | 178                                                | 62                                                 | 94                                                 |
| 2016                                               | 195                                                | 81                                                 | 77                                                 |
| 2017                                               | 261                                                | 86                                                 | 98                                                 |
| 2018                                               | 200                                                | 48                                                 | 80                                                 |
| 2019                                               | 164                                                | 53                                                 | 63                                                 |
| 2020                                               | 127                                                | 43                                                 | 51                                                 |
| 2021                                               | -                                                  | -                                                  | -                                                  |
| 2022                                               | 369                                                | 253                                                | 195                                                |
| 2023                                               | 374                                                | 92                                                 | 136                                                |
| 2024                                               | 448                                                | 195                                                | 178                                                |

0,0: Rivage ·
0,9: Liotte ·
5,7: Martinrive ·
8,2: Aywaille ·
11,4: Remouchamps ·
13,4: Nonceveux ·
17,0: Quarreux ·
19,0: Lorcé-Chevron ·
21,4: Stoumont ·
27,4: La Gleize ·
30,4: Roanne-Coo ·
32,6: Coo ·
34,8: Trois-Ponts ·
40,7: Grand-Halleux ·
45,7: Rencheux ·
46,7: Vielsalm ·
48,3: Salmchâteau ·
51,4: Cierreux ·
54,2: Bovigny ·
58,1: Gouvy
0,0: Angleur ·
1,2: Streupas ·
2,7: Sauheid ·
4,7: Colonster ·
5,3: Sainval ·
6,9: Tilff ·
10,2: Méry ·
11,6: Hony ·
12,6: Esneux ·
14,2: Souverain-Pré ·
15,2: La Gombe ·
16,3: Poulseur ·
18,0: Chanxhe ·
20,1: Rivage ·
21,0: Comblain-au-Pont ·
23,4: Comblain-la-Tour ·
29,4: Hamoir ·
33,4: Sy ·
37,1: Bomal ·
40,4: Barvaux ·
44,2: Biron ·
49,9: Melreux-Hotton ·
54,0: Marenne ·
58,7: Marche-en-Famenne ·
62,0: Marloie